# Ісаак Бекман
Ісаак Бекман (10 грудня 1588, Мідделбург, Нідерланди — 19 травня 1637, Дордрехт, Нідерланди) — нідерландський механік, математик і натурфілософ, один з видатних діячів наукової революції XVII століття. До числа основних досягнень Бекмана належать одне з ранніх формулювань закону інерції, значна роль у відродженні атомізму, помітний внесок у поширення механістичного світогляду — філософського фундаменту класичної фізики. Бекман був одним з небагатьох учених початку XVII століття, які підтримували геліоцентричну систему світу і намагалися дати причинне пояснення руху планет.

## Життєпис
Ісаак Бекман народився в місті Мідделбург (Нідерланди, провінція Зеландія) в сім'ї переконаних кальвіністів. Після здобуття початкової освіти в рідному місті його відправлено для вивчення теології, літератури і математики в Лейден. Серед його вчителів були видатні вчені Вілеброрд Снеліус і Симон Стевін. Після завершення освіти деякий час займався бізнесом, заснувавши завод з виготовлення свічок, де також ставив різні фізичні досліди. 1616 року завод продано, і Бекман вирушив у місто Кан (Нормандія), де до 1618 року вивчав медицину. 1618 року деякий час жив у Бреді, де познайомився з Декартом, на якого справив значний вплив. У 1618—1619 роках Бекман був помічником ректора в місті Вере, де брав участь у астрономічних спостереженнях знаменитого астронома Філіпа ван Лансберга. Від 1619 до 1620 року працював помічником ректора в Утрехті. Від 1620 до 1627 року викладав у латинській школі в Роттердамі, де заснував технічний коледж («Collegium Mechanicum»). Від 1627 року аж до своєї смерті в 1637 році був ректором латинської школи в Дордрехті, де серед його учнів був, зокрема, видатний голландський державний діяч Йоган де Вітт.

## Внесок у науку
Протягом життя Бекман роздумував про проблеми фізики, механіки, математики, натуральної філософії. Метод Бекмана полягав у поєднанні натурфілософських умоглядів, фізичних експериментів і широкого застосування математики до аналізу фізичних явищ. На початку XVII століття цей підхід був новаторським.
Результати досліджень Бекман не публікував, але заносив у особистий щоденник (так званий «Журнал»). 1644 року «Журнал» частково опублікував брат Бекмана. Подальше вивчення «журналу» в XX столітті показало, що Бекман практично повністю відкинув вчення Арістотеля, яке в той час все ще залишалося фундаментом фізики, і запропонував низку нових ідей, що зіграли значну роль в науковій революції XVII століття.

### Атомізм
Бекман був одним з перших європейських учених, що відродив античні уявлення про атом.

### Принцип інерції
Ще 1613 року Бекман відкинув середньовічну теорію імпетуса, згідно з якою причиною руху кинутих тіл є деяка сила (імпетус), вкладена в них зовнішнім джерелом. На його думку, тіло продовжує свій рух не тому, що на нього діє будь-яка сила (зовнішня або внутрішня). Досить того, щоб руху тіла ніщо не перешкоджало:
Камінь, кинутий рукою, зберігає рух не через дію деякої сили, яка його штовхає, не через острах порожнечі, але тому, що він не може не продовжити цього руху, який виник завдяки руці, що привела його в рух… будь-яка річ, приведена в рух, ніколи не зупиниться, якщо тільки на неї не діє зовнішня перешкода.
Це — одне з перших формулювань принципу інерції. Близькі формулювання були також у Галілео Галілея. Але навіть у своєму Діалозі про дві найголовніші системи світу (1632), описуючи кинуте тіло, Галілей неодноразово вживав терміни «вкладена сила» і «імпетус». Найпевніше, при цьому він мав на увазі просто швидкість або імпульс, проте чітко про неіснування імпетуса як особливої якості кинутого тіла він так і не заявив. Втім, на відміну від сучасних уявлень про інерцію, Бекман вважав, що прикладання сили не вимагає не тільки прямолінійний, але і рух по колу. Сучасне формулювання закону інерції запропонував Декарт, який розвинув погляди Бекмана і, ймовірно, перебував під його значним впливом.

### Інші досягнення в галузі фізики
- 1614 року Бекман з'ясував, що частота коливань натягнутої струни обернено пропорційна її довжині[11].
- 1615 року відкрив закон витікання рідини з малого отвору у відкритій вертикальній посудині: швидкість рідини пропорційна квадратному кореню з висоти води в посудині[12]. 1641 року цей закон перевідкрив Еванджеліста Торрічеллі, на честь якого він називається нині.
- 1618 року, незалежно від Галілея, Бекман прийшов до висновку, що за вільного падіння швидкість зростає пропорційно часу, а не пройденому шляху, як вважала більшість його сучасників, серед яких Декарт[13]. Використовуючи метод нескінченно малих величин, він установив, що пройдений за вільного падіння шлях пропорційний квадрату часу[14].
- Вивчаючи роботу насоса, Бекман 1626 року прийшов до висновку, що принцип його дії пов'язаний не з «боязню природою порожнечі[en]», як вважали прихильники Арістотеля, а з дією атмосферного тиску.

### Космологія
Починаючи від 1616 року, Бекман підтримує геліоцентричну систему світу Коперника. Естетичні аргументи на її користь, які наводили багато інших геліоцентрістів того часу, Бекмана не цікавили. Він намагався дати фізичне обґрунтування центрального положення Сонця. Таким 1616 року був принцип економії енергії у Всесвіті. На його думку, світлова енергія, випромінювана зірками, досягає центру світу, де перевипромінюється Сонцем назад у напрямку зірок, тощо. Бекман навіть не виключав, що Сонце є не окремим небесним тілом, а лише областю концентрації світлової енергії, яку випускають зірки.
1628 року Бекман ознайомився з працями Кеплера. Він був вражений його спробою побудови динамічної теорії руху тіл Сонячної системи. Однак Бекман не був згоден з припущенням Кеплера про існування особливої сили, яка рухає планети, оскільки згідно з його принципом інерції будь-яке тіло, яке розпочало рух, не зупиниться, поки його не зупинить якась зовнішня сила. На його думку, цей принцип застосовний не тільки до земних тіл, але й до планет. Він вважав, що орбіти планет визначаються рівновагою двох сил: сили відштовхування від Сонця, яка виникає через тиск сонячних світлових променів, і сили тяжіння, яка виникає або через тиск променів зірок, або через сонячний магнетизм. Рівновага цих двох сил приводить до того, що планета утримується на певній відстані від Сонця. На думку Бекмана, всі рухи планет (зокрема й Землі) можна математично вивести з принципу інерції і законів руху світлових частинок, які випускає Сонце.
1631 року Бекман висловив припущення, що планети формуються з випарів Сонця. Тоді ж він захопився ідеями Галілея про припливи як доказ руху Землі, проте спробував врахувати той спостережуваний факт, що припливи пов'язані з рухом Місяця. На його думку, не Місяць викликає припливи, а навпаки, припливи в повітряній оболонці Землі викликають рух Місяця.
Якими б не були наївними космологічні теорії Бекмана з сучасної точки зору, це були одні з перших спроб дати причинне пояснення рухів небесних тіл виключно на основі принципів механіки. Підхід Бекмана міг мати значний вплив на розробку вихрової теорії планетних рухів Декарта.

## Вплив
1618 року Бекман познайомився з Рене Декартом, який проходив військову службу в Бреді. Ймовірно, Бекман значно вплинув на формування Декарта як ученого. Не виключено, що такі досягнення Декарта, як внесок у розвиток механістичної філософії, відкриття принципу інерції в його сучасному формулюванні частково сягають корінням у його бесіди з нідерландським ученим. Декарт присвятив Бекману свій перший науковий твір, Трактат про музику (1618). Хоча в стосунках двох учених були періоди охолодження (переважно, з вини Декарта), вони листувались до кінця життя Бекмана. У 1628 і 1629 роках Декарт особисто відвідував Бекмана в Дордрехті.
До Бекмана приїжджали й інші видатні європейські вчені того часу. П'єр Ґассенді відвідав його 1629 року. Він називав Бекмана «найкращим філософом, якого він будь-коли зустрічав». 1630 року Бекмана відвідав Марен Мерсенн, який підтримував з ним також регулярне листування.